# Jacky Avril
Jacky Avril, född den 19 juli 1964 i Vierzon, Frankrike, är en fransk kanotist.
Han tog OS-brons i C-1 i slalom i samband med de olympiska kanottävlingarna 1992 i Barcelona.